# Mỹ Hòa (Long Xuyên)
Mỹ Hòa is een phường in de stad Long Xuyên, in de Vietnamese provincie An Giang.